# Observatoire du Sphinx
L'observatoire du Sphinx est un observatoire astronomique et un laboratoire scientifique situé à 3 571 mètres d'altitude sur le Sphinx, un éperon rocheux de la Jungfraujoch, le col de montagne qui relie la Jungfrau au Mönch, dans les Alpes bernoises en Suisse. Il est l'un des observatoires astronomiques les plus élevés du monde (en). Accessible au public, il est le deuxième plus haut point d'observation (en) en Suisse.
Outre la météorologie et l'astronomie, il est utilisé depuis 1931 pour des recherches en glaciologie, sur le rayonnement, en physiologie et sur le médicament avec un hébergement possible pour treize chercheurs.
De la plate-forme d'observation, située à côté de l'observatoire, on peut apercevoir plusieurs sommets : la Jungfrau au sud-ouest, le Mönch et l'Eiger vers le nord-est.

## Dans la culture populaire
L'observatoire du Sphinx apparaît dans le film de Bollywood Krrish 3 en tant que laboratoire de Kaal (en), principal « méchant » du film.

## Galerie

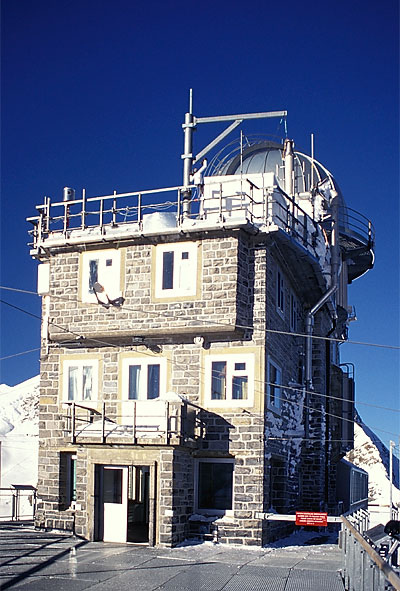
L'observatoire vu de sa plate-forme.
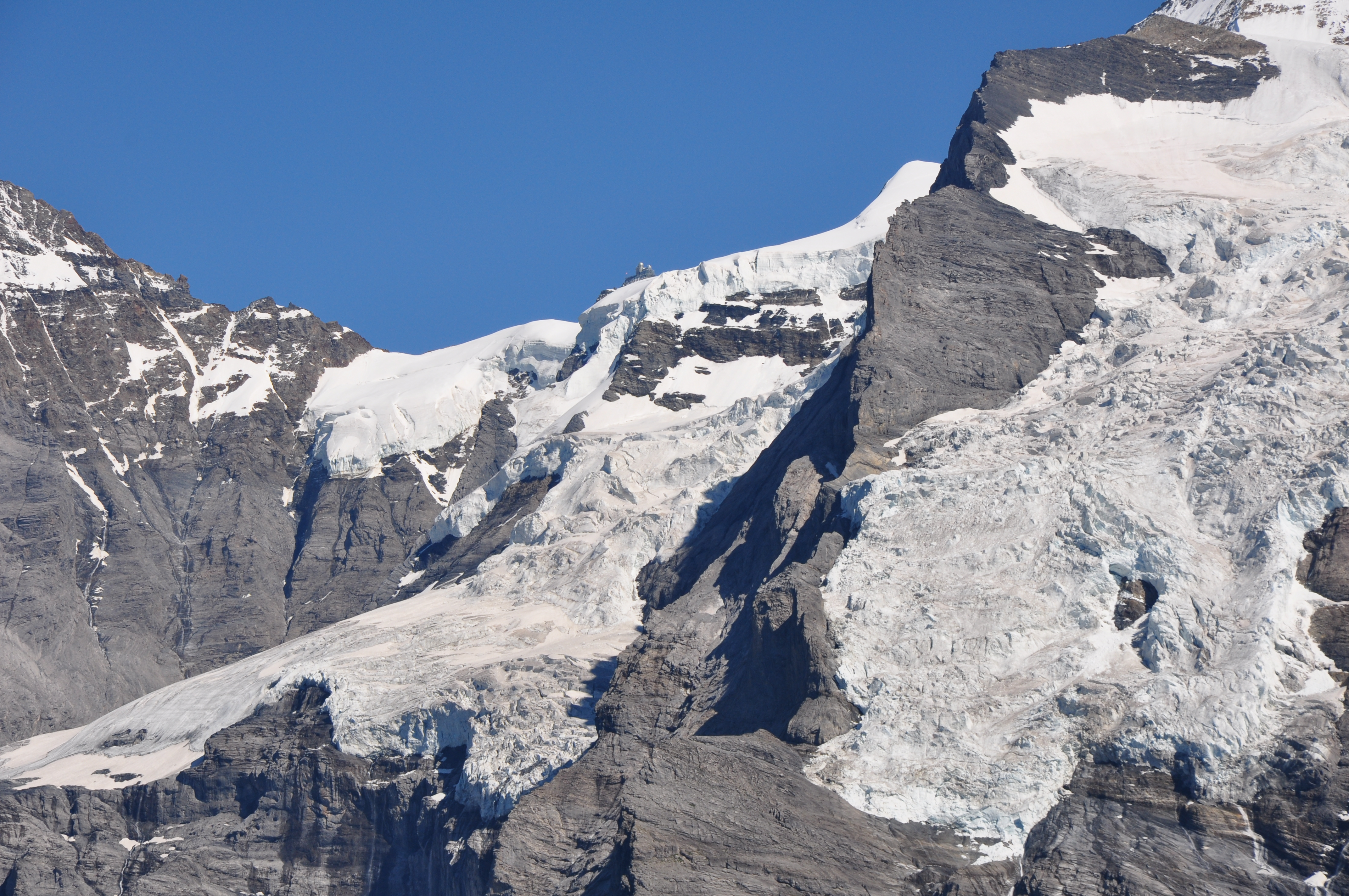
La Jungfraujoch, le Guggigletscher, le Giesengletscher (cliquer sur l'image pour voir les étiquettes descriptives ; demander ensuite le grossissement qui permet d’apercevoir le Sphinx sur le col).

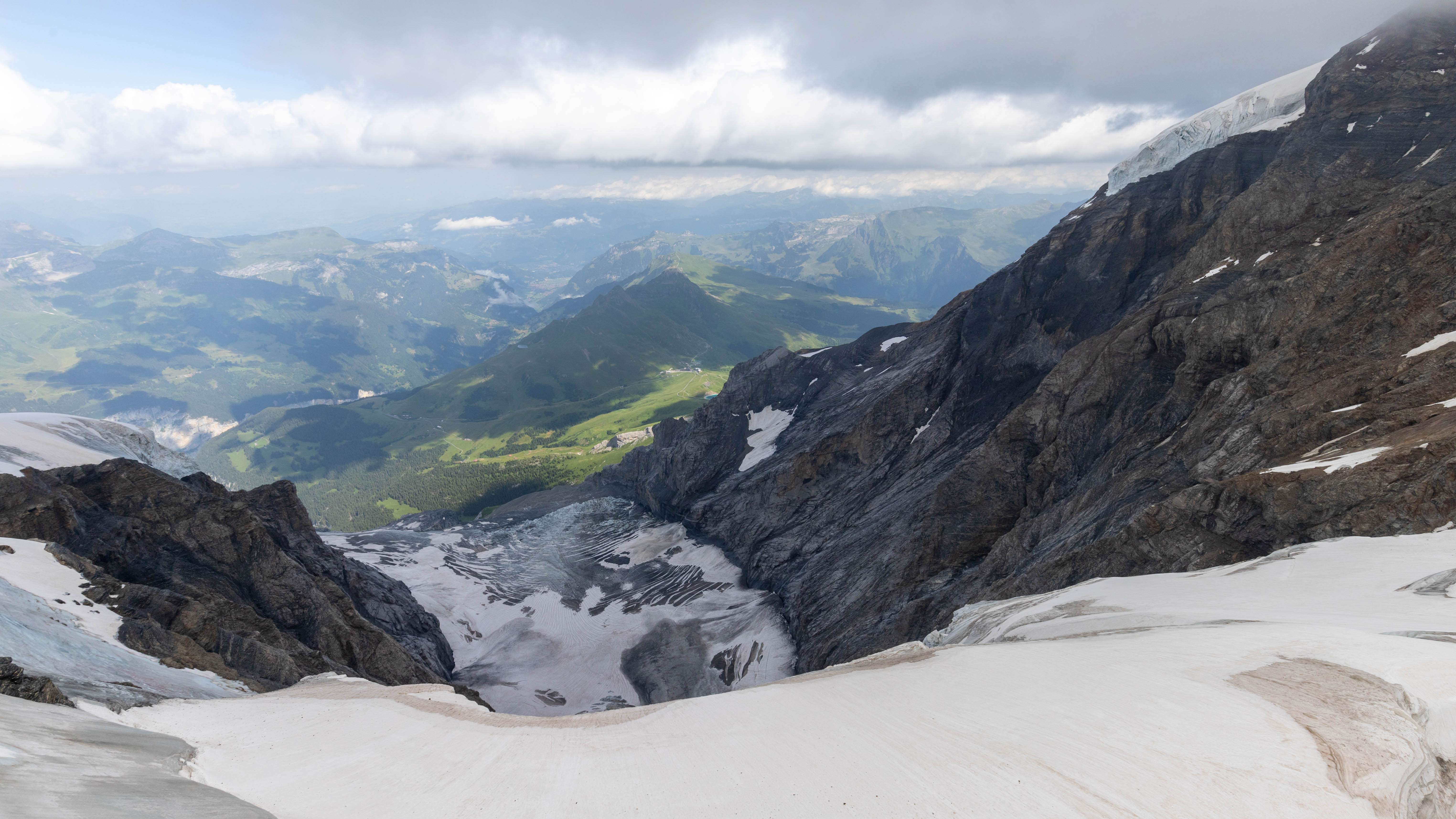
Le Guggigletscher vue depuis la platforme externe de l'observatoire du Sphinx
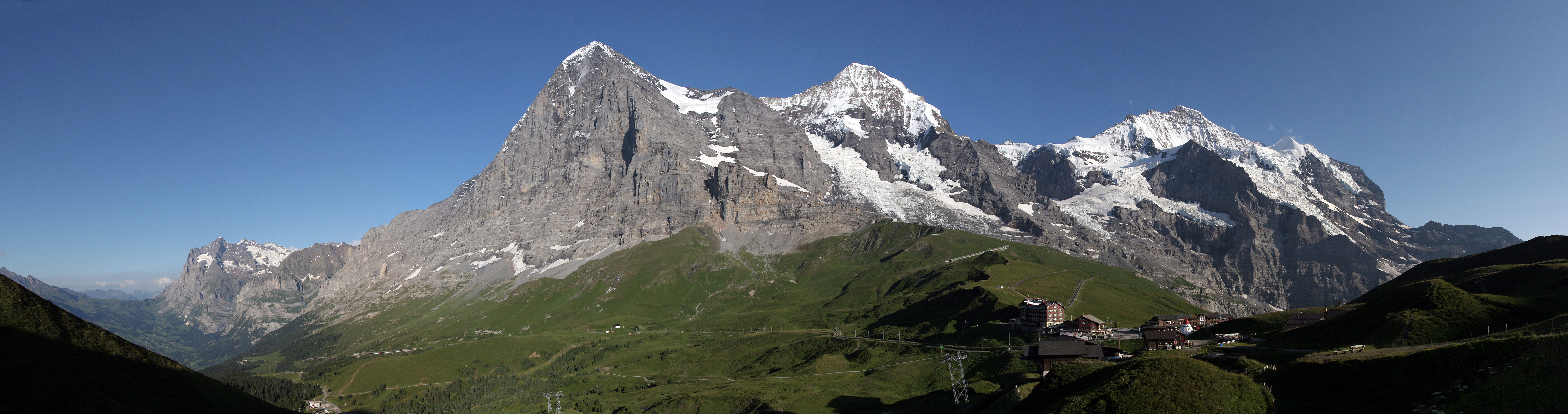
De gauche à droite, vus du nord-ouest, l’Eiger, le Mönch et la Jungfrau (à l'arrière-plan, massive). L’observatoire est situé sur le col entre le Mönch et la Jungfrau (cliquer sur l'image pour voir les étiquettes descriptives ; demander ensuite le grossissement qui permet d’apercevoir le Sphinx sur le col).